# Ute Erdsiek-Rave
Pour les articles homonymes, voir Rave.
Ute Erdsiek-Rave, née Flashar le 2 janvier 1947 à Heide, est une femme politique allemande membre du Parti social-démocrate d'Allemagne (SPD).
En 1987, elle est élue députée au Landtag du Schleswig-Holstein, dont elle prend la présidence en 1992. À la suite des élections de 1996, elle est désignée présidente du groupe SPD, renonçant à cette fonction en 1998 pour devenir ministre de l'Éducation et de la Recherche dans la coalition rouge-verte de Heide Simonis. Elle est nommée Vice-Ministre-présidente, tout en conservant son portefeuille, lorsque Simonis doit céder la place au chrétien-démocrate Peter Harry Carstensen, qui prend la tête d'une grande coalition en 2005. Elle est limogée en 2009 avec l'ensemble des ministres sociaux-démocrates et décide alors de se retirer de la vie politique.

## Éléments personnels

### Formation et carrière
Après avoir passé son Abitur en 1966, elle suit des études supérieures de philologie allemande à l'université de la Ruhr à Bochum puis à l'université Christian Albrecht de Kiel. Elle effectue ensuite une formation d'enseignante à l'école supérieure de pédagogie de Kiel, où elle obtient son second diplôme pédagogique d'État en 1972. Au cours des deux années qui suivent, elle travaille comme professeur, et quitte l'Allemagne en 1974 afin de travailler dans le domaine de la formation des adultes au sein du Goethe-Institut de Stockholm.
Elle fait son retour dans son pays natal en 1977 et intègre alors l'administration scolaire du Schleswig-Holstein.

### Vie privée
Née sous le nom de Ute Flashar, elle est désormais mariée, mère d'un enfant, et de confession protestante.

## Parcours politique

### Carrière militante
Elle adhère au Parti social-démocrate d'Allemagne en 1969, à l'âge de 22 ans. En 1983, elle est élue pour trois ans vice-présidente de la communauté de travail des femmes sociales-démocrates (ASF) du Schleswig-Holstein.

### Activité institutionnelle
Elle entre en 1983 à l'assemblée de l'arrondissement de Rendsburg-Eckernförde, où elle prend la présidence de la commission de l'Éducation et de la Culture. En octobre 1987, elle est élue députée au Landtag du Schleswig-Holstein dans la circonscription de Rendsburg-Est, devenant secrétaire du Parlement régional, et démissionne deux mois plus tard de l'assemblée d'arrondissement.
Réélue députée régionale lors des élections anticipées de 1988, Ute Erdsiek-Rave est désignée présidente du Landtag à l'issue des élections régionales de 1992. Elle renonce à ce poste après les élections de 1996, afin de prendre la présidence du groupe SPD, dont elle démissionne deux ans plus tard.

### Ministre de l'Éducation (1998 - 2009)
Le 28 octobre 1998, elle est nommée ministre de l'Éducation, de la Science, de la Recherche et de la Culture du Schleswig-Holstein dans la coalition rouge-verte conduite depuis 1996 par la Ministre-présidente sociale-démocrate Heide Simonis. Elle est maintenue en fonction le 28 mars 2000, après la victoire de la coalition aux élections régionales du 27 février précédent. Aux élections de 2005, l'Union chrétienne-démocrate d'Allemagne (CDU) de Peter Harry Carstensen arrive en tête mais sans possibilité de former une coalition noire-jaune, tandis que Simonis, qui dispose d'une voix de majorité en associant le parti de la minorité danoise à sa coalition, ne parvient pas à rallier toutes les voix de son camp. Carstensen entame alors des discussions avec le SPD qui aboutissent le 27 avril à la formation de la première grande coalition depuis la création du Land, en 1945, dans laquelle Ute Erdsiek-Rave devient Vice-Ministre-présidente et ministre de l'Éducation et des Femmes. Du fait de la rupture de l'alliance au pouvoir à l'été 2009, causée par le refus du SPD de voter la dissolution du Landtag, elle est limogée le 21 juillet par Carstensen avec les trois autres ministres issus du SPD. Elle décide alors de se retirer de la vie politique.